# Князь-Елга
Князь-Елга (баш. Кенәзйылға) —  деревня в Илишевском районе Республики Башкортостан Российской Федерации. Входит в состав Аккузевского сельсовета.

## Название
Ойконим происходит от гидронима, названия речки.

## География
Находится при одноименной речке, невдалеке от р. Сюнь.

### Географическое положение
Расстояние до:
- районного центра (Верхнеяркеево): 29 км,
- центра сельсовета (Аккузево): 6 км,
- ближайшей ж/д станции (Буздяк): 136 км.

## История
Основана удмуртами – новокрещенами (в одном архивном документе упоминаются и старокрещены) на вотчинной земле башкир Киргизской волости. О времени ее создания нет сведений. По преданиям старожилов деревни их предки переселились из местности Жыкия (Жикъя) Казанской губернии совместно с крещеными татарами из Ягодной слободы. Данное название вероятно соответствовало и их принадлежности к роду Жикъя. Как отмечают информаторы, их говор не был похож на говор жителей соседней деревни Ташкичи, где проживают удмурты-«язычники». В речи они употребляли фонему «ц» (например «бацын»), не характерную для других закамских удмуртов. На этом основании, а также имея ввиду, что князь-елгинские удмурты вероятно принадлежали к роду Жикъя, считает возможным заключить, что они являются переселенцами из нынешнего Малопургинского района Удмуртии, где имеются деревни Буро-Жикъя и Карашур-Жикъя.
В конце XIX – начале XX в. князь-елгинские удмурты проживали в нескольких населенных пунктах, а именно в д. д. Князь-Елга, Вотский Менеуз, Исаево (Надырово), Шидали, Новокиргизово (Юлдашево). Многие из этих деревень были зафиксированы впервые при проведении IV народной ревизии (1782 г.), жителями их названы «из вотяков новокрещены». По архивным источникам можно установить, что д. Надырово (Исаево) была основана новокрещеными татарами в 1755 г. Возможно, в дальнейшем к ним подселились удмурты-новокрещены. В деревнях Исаево, Шидали и Новокиргизово удмурты проживали совместно с крещеными татарами и башкирами –вотчинниками. К настоящему времени только жители д. Князь-Елга и Вотский Менеуз официально считаются удмуртами. Но и они, поддерживая тесные контакты с соседями – крещеными татарами, подверглись с их стороны сильнейшему этнокультурному воздействию. Ныне они перестали говорить на удмуртском языке, перейдя на татарский. Называют себя крэшин.

## Население
| 2002 | 2009 | 2010 |
| ---- | ---- | ---- |
| 53   | ↗63  | ↘59  |

### Национальный состав
По данным на 1 января 1999 г. здесь проживал 61 человек (удмурты и татары).
Согласно переписи 2002 года, преобладающая национальность — башкиры (79 %).

### Историческая численность населения
В 1816 г.  проживало 100, в 1858 г. — 180, в 1920 г. — 437 удмуртов. В последнем случае зафиксированы и русские.

## Религия
В деревне есть православная церковь Пантелеимона Целителя.

## Известные уроженцы
- Журавлёв, Геннадий Александрович (17 ноября 1914 — 27 декабря 1979) — второй секретарь Курганского областного комитета КПСС в 1955—1962 гг., директор Курганского автобусного завода в 1961—1974 гг., депутат Верховного Совета РСФСР V созыва.